# Luiz Vicente Bernetti
Luiz Vicente Bernetti, alla nascita Luigi Vincenzo (Ponzano di Fermo, 24 marzo 1934 – Bom Jardim, 11 agosto 2017), è stato un vescovo cattolico italiano naturalizzato brasiliano.

## Biografia
Luigi Vincenzo Bernetti nacque il 24 marzo 1934 a Torchiaro, frazione di Ponzano di Fermo, nell'arcidiocesi di Fermo da Oreste Bernetti e Elvira Damiani.

### Formazione e ministero sacerdotale
Conseguì la licenza in teologia dogmatica e pastorale presso la Pontificia Università Lateranense a Roma  mentre a Nova Friburgo ottenne la licenza in pedagogia ed orientamento educazionale presso la facoltà di filosofia "Santa Dorotéia".
Il 25 marzo 1955 emise la professione religiosa nell'Ordine degli agostiniani scalzi. Il 1º giugno 1958 fu ordinato sacerdote a Fermo.
Nel 1981 fu inviato in Brasile dove fu parroco in diverse diocesi. Fu anche rettore del seminario maggiore dell'ordine a Rio de Janeiro e superiore degli agostiniani scalzi per il Brasile.

### Ministero episcopale
Il 12 giugno 1996 papa Giovanni Paolo II lo nominò vescovo titolare di Rufiniana e vescovo ausiliare di Palmas-Francisco Beltrão.
Ricevette l'ordinazione episcopale il 25 agosto successivo ad Ampére da Agostinho José Sartori, vescovo di Palmas-Francisco Beltrão, coconsacranti Lúcio Ignácio Baumgaertner, arcivescovo di Cascavel, e Clemente José Carlos de Gouvea Isnard, vescovo emerito di Nova Friburgo.
Il 2 febbraio 2005 lo stesso Papa lo trasferì alla diocesi di Apucarana di cui prese possesso canonico il 24 aprile seguente.
Dal 1999 al 2002 fu membro della presidenza della Conferenza nazionale dei vescovi del Brasile (C.N.B.B.), regione ecclesiastica Sul II, in rappresentanza della provincia ecclesiastica di Cascavel.
L'8 luglio 2009 papa Benedetto XVI accettò la sua rinuncia al governo pastorale della diocesi.
Morì a Bom Jardim l'11 agosto 2017 all'età di 83 anni.

## Genealogia episcopale
La genealogia episcopale è:
- Cardinale Scipione Rebiba
- Cardinale Giulio Antonio Santori
- Cardinale Girolamo Bernerio, O.P.
- Arcivescovo Galeazzo Sanvitale
- Cardinale Ludovico Ludovisi
- Cardinale Luigi Caetani
- Cardinale Ulderico Carpegna
- Cardinale Paluzzo Paluzzi Altieri degli Albertoni
- Papa Benedetto XIII
- Papa Benedetto XIV
- Papa Clemente XIII
- Cardinale Bernardino Giraud
- Cardinale Alessandro Mattei
- Cardinale Pietro Francesco Galleffi
- Cardinale Giacomo Filippo Fransoni
- Cardinale Carlo Sacconi
- Cardinale Edward Henry Howard
- Cardinale Casimiro Gennari
- Arcivescovo Pellegrino Francesco Stagni, O.S.M.
- Arcivescovo Henry Joseph O'Leary
- Cardinale James Charles McGuigan
- Cardinale Umberto Mozzoni
- Vescovo Agostinho José Sartori, O.F.M.Cap
- Vescovo Luiz Vicente Bernetti, O.A.D.